# Danke Schoen
Danke Schoen è una canzone del 1962 registrata per la prima volta da Bert Kaempfert; comunque, divenne famosa nel 1963 quando il cantante statunitense Wayne Newton ne registrò una propria versione. La musica è di Bert Kaempfert e le parole di Kurt Schwaback e Milt Gabler.

## Versione di Newton
La prima versione di Wayne Newton venne registrata quando il cantante aveva 21 anni. La canzone era stata originariamente scritta per il cantante Bobby Darin come seguito al suo singolo di successo Mack the Knife , ma dopo aver visto Newton esibirsi al Copacabana, decisero di affidargli la canzone cambiando l'arrangiamento per adattarlo alle caratteristiche vocali di Newton. La voce acuta di Newton è a volte scambiata per quella di una cantante, da chi non conosce la canzone. Essa è stata utilizzata in molti spettacoli televisivi e film, come Ferris Bueller's Day Off, Meet the Parents , Il genio della truffa, Vegas Vacation e Fools Rush In. La versione di Newton ha raggiunto il #13 nella classifica delle canzoni pop ed il #3 nell'easy listening.

## Altre versioni
Nello stesso anno di Newton, Laila Kinnunen ne fece una versione in finlandese.
Brenda Lee registrò "Danke Schön" per il suo album del 1964, By Request, prodotto da Owen Bradley.
Nel 2004, Deluxe (un gruppo spagnolo indie-rock) registrò una versione rock per l'album If things were to go wrong.

## Dettagli linguistici
In lingua tedesca Danke Schoen (ortografia alternativa alla più corretta "Danke schön") è equivalente all'italiano "molte grazie"; la risposta corrispondente è "bitte schön", ovvero "di nulla".